# 신뉴촌
신뉴촌(新入村)은 일본 후쿠오카현 구라테군에 있던 촌이다. 현재의 노가타시의 일부에 해당한다.

## 역사
- 1889년 4월 1일 - 정촌제 시행에 의해 구라테군 신뉴촌이 성립하였다.
- 1926년 11월 1일 - 시모자카이촌, 돈노촌, 후쿠치촌과 합병해 노가타정이 성립해 폐지되었다.
- 1931년 1월 1일 - 노가타정이 시로 승격해 노가타시가 되었다.